# Taco Cabana
Taco Cabana é uma rede americana de restaurantes fast casual que serve culinária Tex-Mex. É uma subsidiária integral da YTC Enterprises LLC, com sede em San Antonio, Texas. O Taco Cabana é conhecido por seu esquema de cores “rosa” e áreas de jantar em pátios semifechados. Muitos itens do cardápio são preparados diariamente no local, em áreas de cozimento abertas.

## História
O primeiro restaurante Taco Cabana foi fundado por Felix Stehling em 1978, em San Antonio-Midtown. Stehling decidiu abrir também uma barraca de tacos no local. A esposa de Stehling, Billie Jo, inventou a decoração para a cadeia que estava se formando.
Apesar do rápido crescimento, Stehling decidiu inicialmente manter o controle na família. Seus dois irmãos expandiram a rede com ele, mas saíram em 1986. Em 1987, Richard Cervera tornou-se diretor administrativo da Taco Cabana. Em meados da década de 1990, Cervera começou o negócio de fast food. Cevera foi substituído por Clark. Este último tinha 15 anos de experiência no setor de alimentos e desacelerou os planos de expansão. No final de 1996, a Taco Cabana apresentou um novo tipo de restaurante na área de Dallas-Fort Worth. Ele tinha uma frente arredondada, telhado de telha de barro e piso de madeira. O design tinha a intenção de dar aos clientes a impressão de estarem sentados em um antigo hotel mexicano. Em 2000, a Taco Cabana gastou quase US$ 30 milhões para melhorar a imagem da rede e aumentar o crescimento. Clark deixou a empresa. O Taco Cabana cresceu e introduziu o conceito de grelha mexicana em 2001.
De 2004 a 2005, a Taco Cabana acrescentou cinco novos restaurantes e tinha 120 lojas. Durante a Grande Recessão, a Taco Cabana tentou atrair clientes por meio de melhor qualidade e lançou o novo programa “Cabana Cares”.

### Fiesta Restaurant Group
Em 2012, a Carrols desmembrou a marca Taco Cabana e sua marca irmã Pollo Tropical para criar o Fiesta Restaurant Group, Inc., uma empresa própria de capital aberto. Em 1º de outubro de 2012, ela operava 160 restaurantes. Em dezembro de 2012, o Fiesta anunciou que mudaria a localização de sua sede para Addison, Texas, com planos de crescer substancialmente nos próximos 2 anos. Mais tarde naquele ano, o fundador, Felix Stehling, morreu aos 87 anos. Em janeiro de 2016, o Fiesta tinha 162 restaurantes Taco Cabana de propriedade da empresa e 6 franqueados. Em fevereiro de 2016, havia planos de abrir até 10 novos restaurantes Taco Cabana no Texas, somando-se às 164 lojas próprias e 6 franqueadas. Em 2017, a loja registrou algumas quedas nas vendas no segundo trimestre, o que o Fiesta atribuiu a menos marketing. Em julho de 2017, havia 176 lojas Taco Cabana. Em 14 de janeiro de 2020, foi anunciado que o Fiesta Restaurant Group fechará 19 Taco Cabanas no Texas imediatamente, citando - “eliminar todas as lojas com perdas significativas”.

### Renovações

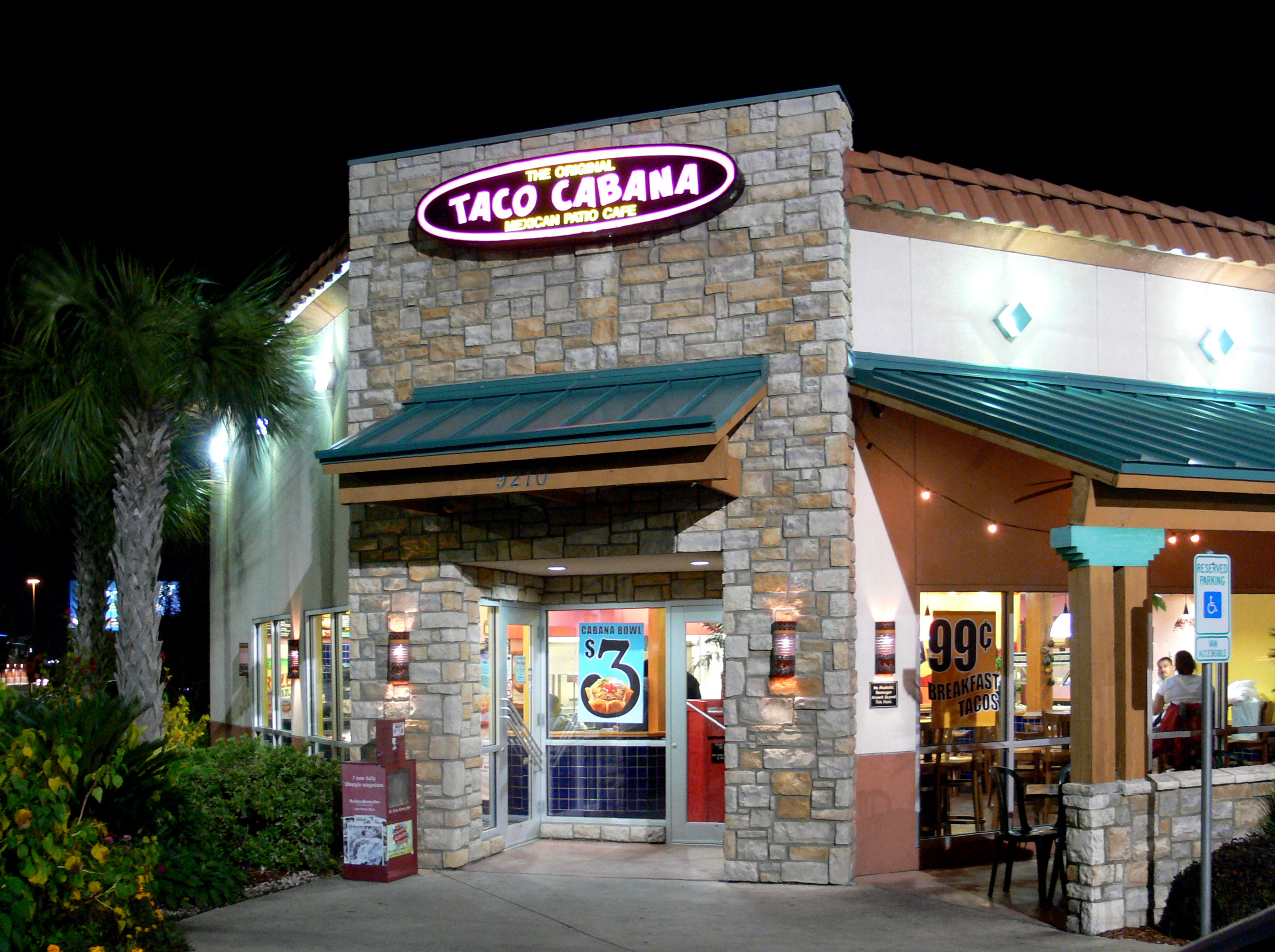
Um local do Taco Cabana em Dallas, Texas.

Em 2012, a Taco Cabana começou a reformar seus restaurantes em todo o sistema. O novo design apresentava luzes decorativas de “estrella” (estrela) de metal penduradas no teto, detalhes em papel picado e grandes fotos da vida nas ruas do México decorando as paredes.

### Aquisição pela Yadav
Em agosto de 2021, a Yadav Enterprises, Inc. finalizou um acordo para comprar o Taco Cabana do Fiesta Restaurant Group, Inc. em um negócio supostamente no valor de US$ 85 milhões. O Fiesta citou o motivo da venda para se concentrar na marca Pollo Tropical.